# Biển Hebrides

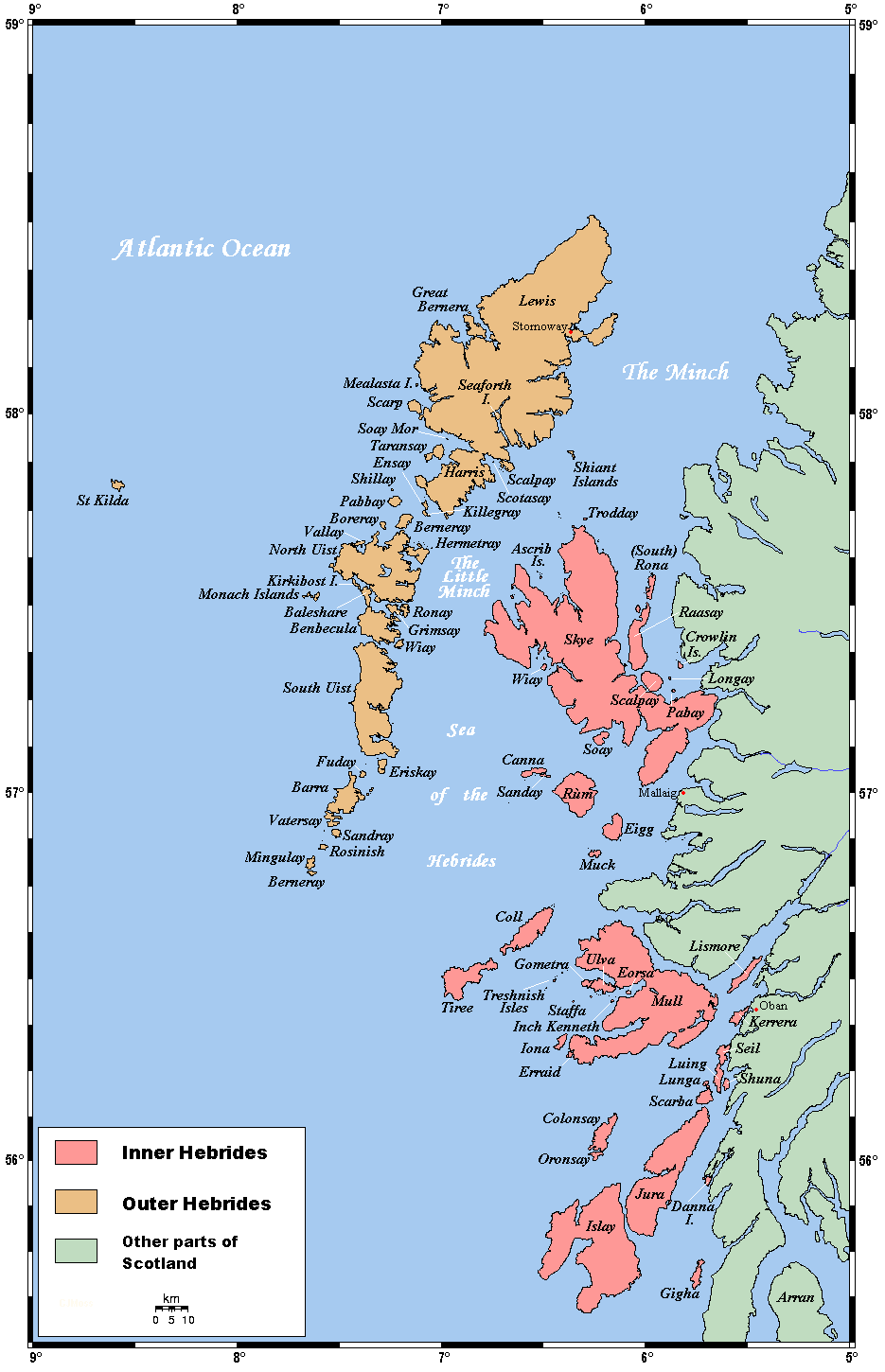
Vùng Inner và Outer Hebrides.

Biển Hebrides là một phần của Bắc Đại Tây Dương, nằm ở ngoài khơi bờ biển phía tây Scotland, tách đất liền và phía bắc quần đảo Inner Hebrides (đến phía đông) từ phía nam quần đảo Outer Hebrides (tới phía tây).
Phía bắc, biển Hebrides nhập vào eo biển Minch 
Biển Hebrides hình thành phần của bên trong vùng biển ngoài khơi phía tây của Scotland, được định nghĩa bởi Tổ chức Thủy văn Quốc tế, và là phần của Các biển phía tây Scotland.